# Geiswiller
Geiswiller korábbi község Franciaországban, Bas-Rhin megyében. Lakosainak száma 222 fő (2018. január 1.). Geiswiller Bosselshausen, Bouxwiller, Gottesheim, Melsheim, Printzheim, Wickersheim-Wilshausen és Zœbersdorf községekkel határos.
2018. január 1-jén Zœbersdorf korábbi községgel egyesült és az így létrejött Geiswiller-Zœbersdorf új község része lett.

## Népesség
A település népességének változása:
| Lakosok száma | 203  | 218  | 403  | 225  | 222  |
|               | 2013 | 2015 | 2016 | 2017 | 2018 |